# Francis Amyot
Francis Amyot (Thornhill, 14 september 1904 - Ottawa, 21 november 1962) was een Canadees kanovaarder. 
Amyot won tijdens de Olympische Zomerspelen 1936 de gouden medaille in de C-1 1000 meter.

## Belangrijkste resultaten

### Olympische Zomerspelen
| Editie | Plaats  | Resultaten                 |
| ------ | ------- | -------------------------- |
| 1936   | Berlijn | C-1 1000m series K-1 1000m |

1936: Francis Amyot ·
1948: Josef Holeček ·
1952: Josef Holeček ·
1956: Leon Rotman ·
1960: János Parti ·
1964: Jürgen Eschert ·
1968: Tibor Tatai ·
1972: Ivan Patzaichin ·
1976: Matija Ljubek ·
1980: Ljoebomir Ljoebenov ·
1984: Ulrich Eicke ·
1988: Ivans Klementjevs ·
1992: Nikolai Boechalov ·
1996: Martin Doktor ·
2000: Andreas Dittmer ·
2004: David Cal ·
2008: Attila Vajda ·
2012: Sebastian Brendel ·
2016: Sebastian Brendel ·
2020: Isaquias Queiroz ·
2024: Martin Fuksa